# Cestaria

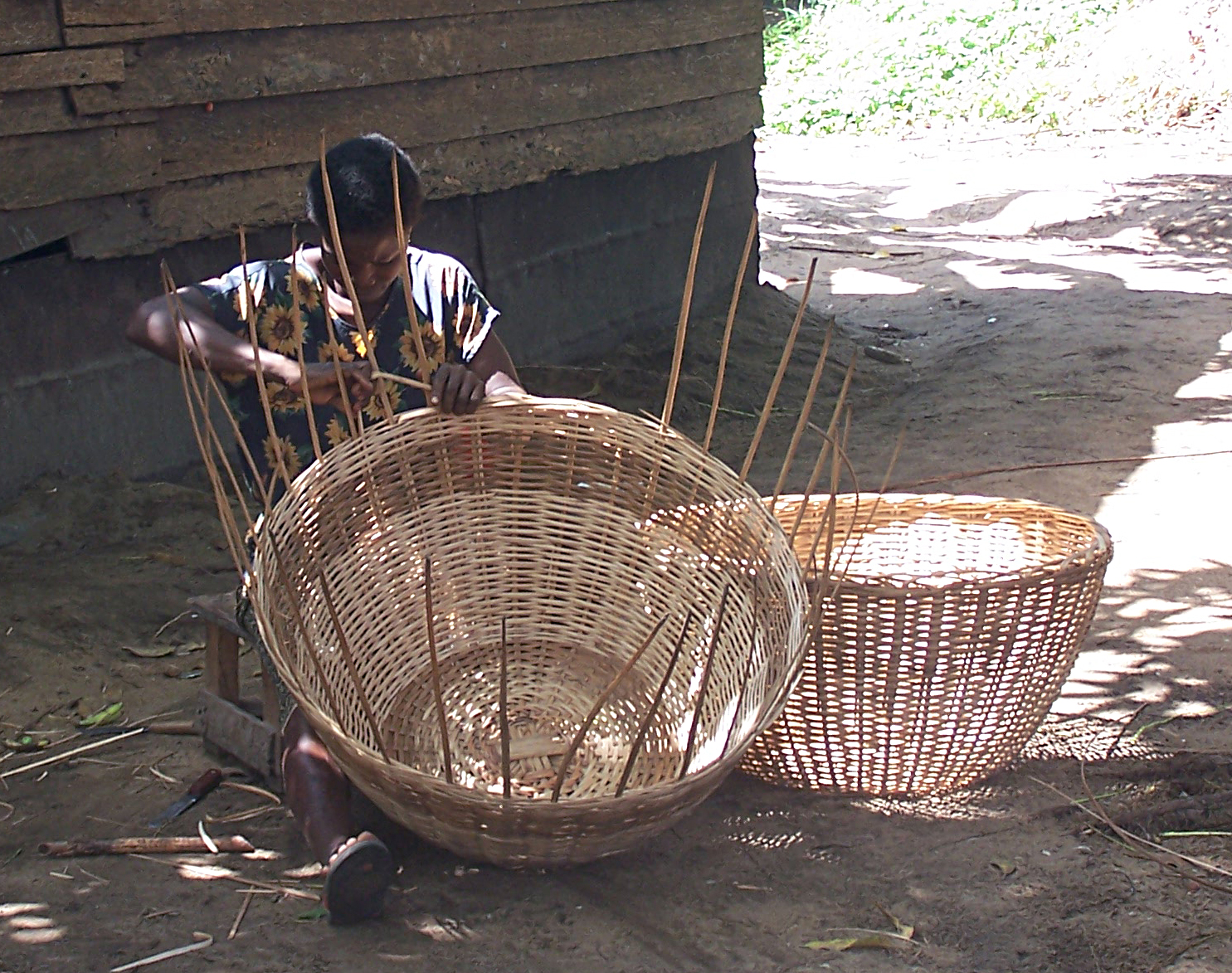
Cestas sendo produzidas artesanalmente em Camarões.

A cestaria é entendida como um conjunto de objetos ou utensílios, obtido através de objetos trançados. Ela compreende a técnica de fabricação de cestos e designa a arte de trabalhar fibras. No sentido mais lato como um conjunto de objetos ou utensílios, obtidos através de fibras de origem vegetal. A cestaria envolve também a fabricação de esteiras assim como objetos de revestimento ou cobertura. Neste sentido a cestaria compreende a técnica de fabricação de cestos ou vasilhas de dois tipos fundamentais: o tipo entrelaçado, que engloba os gêneros  cruzado, encanado, enrolado e torcido, conforme a maneira de dispor as fibras, e o tipo espiral, com ou sem armação de sustentação. Qualquer um dos tipos está muito vulgarizado e obedece mais propriamente às características da fibra a utilizar, do que a um padrão cultural ou de área geográfica. As peças conforme o uso variam em tamanho e forma assim como a técnica de manufactura. São geralmente peças criadas segundo a sua funcionalidade.

## Materiais utilizados
A cestaria pode ser confeccionada com diversos materiais, como por exemplo:
- Vime ou varas de salgueiro
- Junco
- Palha
- Cana de Bambu
- Cana-da-Índia
- Salgueiro
- Castanheiro
- Cerejeira
- Papel
- Plástico
- Metal
- Folhagens